# Simulium yepocapense
Simulium yepocapense är en tvåvingeart som beskrevs av Dalmat 1949. Simulium yepocapense ingår i släktet Simulium och familjen knott.
Artens utbredningsområde är Guatemala. Inga underarter finns listade i Catalogue of Life.